# فاديم ايفسيف
فاديم ايفسيف (بالروسية: Вадим Валентинович Евсеев)‏ (8 يناير 1976 روسيا - ) هو لاعب كرة قدم روسي.

## وصلات خارجية
فاديم ايفسيف على موقع الاتحاد الدولي (مؤرشف)  (الإنجليزية)
- فاديم ايفسيف على موقع الاتحاد الأوربي (الإنجليزية)
- فاديم ايفسيف على موقع قاعدة بيانات كرة القدم.إي يو (الإنجليزية)
- فاديم ايفسيف على موقع ناشيونال فوتبول تيمز (الإنجليزية)
- فاديم ايفسيف على موقع Soccerbase.com (مدرب) (الإنجليزية)
- فاديم ايفسيف على موقع Soccerway.com (الإنجليزية)
- فاديم ايفسيف على موقع عالم كرة القدم.نت (الإنجليزية)